# Jeannette Walls
Jeannette Walls (ur. 21 kwietnia 1960 w Phoenix) – powieściopisarka, dziennikarka. Znana jako autorka kolumn plotkarskich dla MSNBC.com i autorka powieści Szklany zamek (tytuł oryginału: The Glass Castle), książki, która pozostawała na liście nowojorskich bestellerów przez 100 tygodni.

## Życiorys
Jeannette Walls była jedną z czworga rodzeństwa, córką Rexa Wallsa, elektryka, wizjonera, alkoholika oraz Rose Mary Walls, malarki. Rodzina Wallsów wiele lat cierpiała z powodu skrajnego ubóstwa, którego przyczyną był zarówno nałóg ojca jak i całkowita nieodpowiedzialność i egoizm matki. Wielokrotne przeprowadzki, od Arizony, poprzez Kalifornię, Battle Mountain w Nevadzie, Welch w Wirginii Zachodniej, uniemożliwiały dzieciom nawiązywanie normalnych stosunków z rówieśnikami i powodowały wielotygodniowe nieobecności w szkole. Niejednokrotnie rodzina pozbawiona była całkowicie dachu nad głową. Wallsowie koczowali w miasteczkach górniczych, na pustyni, u rodziny. W wieku 17 lat Jeannette, dzięki własnej determinacji, przeniosła się do Nowego Jorku, podążając śladem swojej starszej siostry, utalentowanej malarki. Pracowała w gazecie i studiowała w Barnard College, który ukończyła z wyróżnieniem w 1984 roku. W tym samym czasie jej siostra prowadziła już ustabilizowane życie, brat został policjantem, najmłodsza siostra poszła zaś w ślady rodziców, wybierając życie 'niebieskiego ptaka". Rex i Rose Mary Walls z wyboru zostali bezdomnymi. Mieszkali w opuszczonych budynkach, razem z innymi bezdomnymi. Odrzucali pomoc dzieci, tłumacząc swoją biedę filozofią życiową. Jeannette Walls w 1988 roku poślubiła Erica Goldberga, z którym rozwiodła się w 1996 roku. Jej drugim mężem jest pisarz i dziennikarz, John Taylor.

## Życie zawodowe
Jeannette Walls współpracowała z "New York Magazine" w latach 1987–1993, z "Esquire Magazine" w latach 1993–1998 oraz "USA Today". Pojawiała się także w The Today Show, CNN, Primetime i The Colbert Report. Redagowała kolumnę plotkarską Scoop dla MSNBC.com od 1998. Obecnie poświęca się pracy pisarskiej. W 2000 roku Walls opublikowała książkę Dish: The Inside Story on the World of Gossip. W 2005 roku ukazały się jej bestsellerowe wspomnienia Szklany zamek, przygotowywany do ekranizacji przez  Paramount Pictures. Do końca 2005 roku nakład Szklanego zamku wyniósł ponad 1,5 miliona egzemplarzy, został przetłumaczony na 16 języków, otrzymał nagrody: the Christopher Award, the American Library Association's Alex Award (2006) oraz the Books for Better Living Award.

## Utwory w tłumaczeniu polskim
- Szklany zamek, tłum. Anna Zielińska, Warszawa: Świat Książki – Bertelsmann Media 2006, ISBN 83-247-0131-1
- Nieokiełznane, tłum. Marcin Stopa. W: Mary Higgins Clark: Pójdę sama tą drogą, Warszawa: Tarsago Polska 2014, ISBN 978-83-7684-177-9
- Srebrna gwiazda, tłum. Berenika Janczarska. W: Robert Crais: Więź, Warszawa: Tarsago Polska 2015, ISBN 978-83-7684-207-3

## Literatura
- Jeannette Walls. Mój wstyd. Rozmowa z Pauliną Reiter. W: „Wysokie obcasy. Dodatek do Gazety Wyborczej” 2013, nr 12, s. 32–34, 36–38.